# UGC 3522
UGC 3522 è una galassia a spirale visibile nella costellazione di Cefeo.
Il nucleo si presenta puntiforme, di consistenza "stellare". La struttura a spirale viene fuori soltanto con lunghe esposizioni e non è chiaro se sono presenti barre o quanti sono i bracci.
La galassia è situata al confine con la costellazione della Giraffa.